# Anne Pierre d'Harcourt
Pour les articles homonymes, voir Harcourt (homonymie).
Anne Pierre d'Harcourt, né le 2 avril 1701 ou 1707 à Paris, et mort le 28 décembre 1783, est un militaire français du XVIIIe siècle, le quatrième maréchal de France de la famille d'Harcourt. 

## Biographie

### Origines familiales et formation
Anne Pierre d'Harcourt est le fils d'Henry d'Harcourt, premier duc d'Harcourt, maréchal de France, et de Marie Anne Claude Brulart de Genlis. Il est aussi l'arrière-petit-fils d'Abraham de Fabert d'Esternay.

### Carrière militaire
Il entre à quinze ans comme cadet dans la compagnie de Harcourt des Gardes du corps.
Pourvu en 1717 de la lieutenance générale du gouvernement de Picardie, il fait ses premières armes lors de la guerre de la Quadruple-Alliance dans la campagne d’Espagne de 1719. Il participe aux sièges de Fontarabie, de Roses et de Saint-Sébastien.
Il devient mestre de camp réformé à la suite du régiment Royal-Étranger cavalerie le 29 juillet 1721. 
Il obtient un régiment de son nom le 10 mars 1734, pendant la guerre de Succession de Pologne (1733-1738). Il le rejoint en Italie et combat à Parme et à la bataille de Guastalla sous le commandement du maréchal de Coigny.
Pendant la guerre de Succession d'Autriche (1740-1748), il est à la tête du régiment Royal cavalerie dans l’armée de Bohême du maréchal de Belle-Isle. Il est présent lors de la prise de Prague (octobre 1741) et participe aussi un an plus tard à la retraite (décembre 1742). Harcourt passe alors en Flandre où il sert sous d’Estrées et Maurice de Saxe.
Il prend part à la bataille de Fontenoy, aux sièges de Tournai (1745), de Namur, à la bataille d'Audenarde, au siège d'Anvers et à la bataille de Rocourt (1746).
Il sert ensuite en Italie en 1747 et contribue à la conquête de Nice, de Villefranche, et à la prise de Montalban.
Nommé lieutenant général le 1er janvier 1748, Harcourt est de nouveau envoyé sur la frontière du Piémont comme commandant des forces de protection.

### Gouverneur de Normandie (à partir de 1750)
Gouverneur de Normandie en 1750, il sut par ses sages dispositions faire échec aux entreprises des Britanniques contre les côtes françaises pendant la guerre de Sept Ans. Cherbourg et Le Havre furent ainsi préservés. De 1750 à 1764, il fut aussi gouverneur de Sedan.
En septembre 1750, à la mort de son frère, l'abbé Louis Abraham, 3e duc d'Harcourt, il devient le 4e duc d'Harcourt et pair de France.
Il obtient le bâton de maréchal de France en 1775 et meurt en 1783 à l'âge de quatre-vingt-deux ans.

### Mariage et descendance
Anne Pierre d'Harcourt épouse à Paris, le 27 février 1725 Thérèse Eulalie de Beaupoil de Saint Aulaire, unique enfant de Louis de Beaupoil, marquis de Saint-Aulaire, maréchal des camps et armées du Roi, lieutenant-colonel du régiment d'Enghien-infanterie, et de Marie-Thérèse de Lambert.
Elle était la petite-fille d'Anne-Thérèse de Marguenat de Courcelles, marquise de Lambert, femme de lettres et salonnière sous le roi Louis XV.
De ce mariage, sont issus :
- François Henri d'Harcourt, 5e duc d'Harcourt (1783), gouverneur de Normandie, membre de l'Académie Française (1726-1802), marié en 1752 avec Françoise Catherine Scholastique d'Aubusson de La Feuillade (1733-1815), unique enfant d'Hubert François, vicomte d'Aubusson, comte de La Feuillade, et de Catherine Scholastique de Bazin de Bezons. Dont postérité féminine.
- Anne François d'Harcourt, marquis, puis duc de Beuvron, gouverneur de Cherbourg (1727-1797). Il épouse en 1749 Marie Catherine Rouillé de Jouy, unique enfant d' Antoine Louis Rouillé, comte de Jouy, baron de Fontaine-Guérin, conseiller au Parlement de Paris, secrétaire d'état à la Marine (1749-1754), ministre des Affaires étrangères (1754-1757), et de Marie Anne Catherine Pallu. Dont postérité masculine et féminine.
- Anne Henri d'Harcourt (1728-1736)
- Anne Louis d'Harcourt (1728-1734)
- Louise Angélique d'Harcourt, Mademoiselle de Beuvron, morte sans alliance en 1762 [3].

## Décorations
| Chevalier du Saint-Esprit |

- Chevalier du Saint-Esprit (2 février 1756)[2] ;

## Armoiries
De gueules aux deux fasces d'or.